# Флибустьерская война
Авантюра Уокера или Флибустьерская война — военный конфликт, происходивший с мая 1855 года по май 1857 года, в ходе которого страны Центральной Америки столкнулась с армией флибустьеров под командованием американского авантюриста Уильяма Уокера.

## Предыстория
После отделения Никарагуа от Испании, Мексики и затем от Соединённых провинций Центральной Америки, страна в 1838 году окончательно стала независимой.
Золотая лихорадка 1850-х годов в Калифорнии привлекла внимание Соединенных Штатов к поиску более быстрого пути между восточным и западным побережьями. Однако Великобритания давно контролировала восточное побережье Никарагуа, что создало напряженность между двумя странами. В 1850 году был подписан договор Клейтона — Булвера, в котором обе стороны «согласились, что ни одна из них не будет претендовать на исключительную власть над будущим каналом в Центральной Америке или получит исключительный контроль над любой частью региона.» Многие никарагуанцы изначально приветствовали этот договор из-за потенциальных финансовых выгод, которые могли принести строительство и эксплуатация канала.
В 1854 году в Никарагуа вспыхнула гражданская война между Легитимистской партией (также называемой Консервативной партией) и Демократической партией (также называемой Либеральной партией). Либеральная элита Леона проигрывала борьбу консервативной элите Гранады и обратилась за помощью к Уильяму Уокеру, авантюристу, который стремился взять под контроль страны Латинской Америки с целью сделать их частью США. Чтобы обойти американские законы о нейтралитете, Уокер заключил контракт с претендентом на пост президента Кастельоном, согласно которому он должен был прибыть в страну с тремя сотнями «колонистов». Уокер отплыл из Сан-Франциско 3 мая 1855 года с 56 человек. По прибытии к нему присоединились ещё 170 местных жителей и около 100 американцев.

## Ход войны

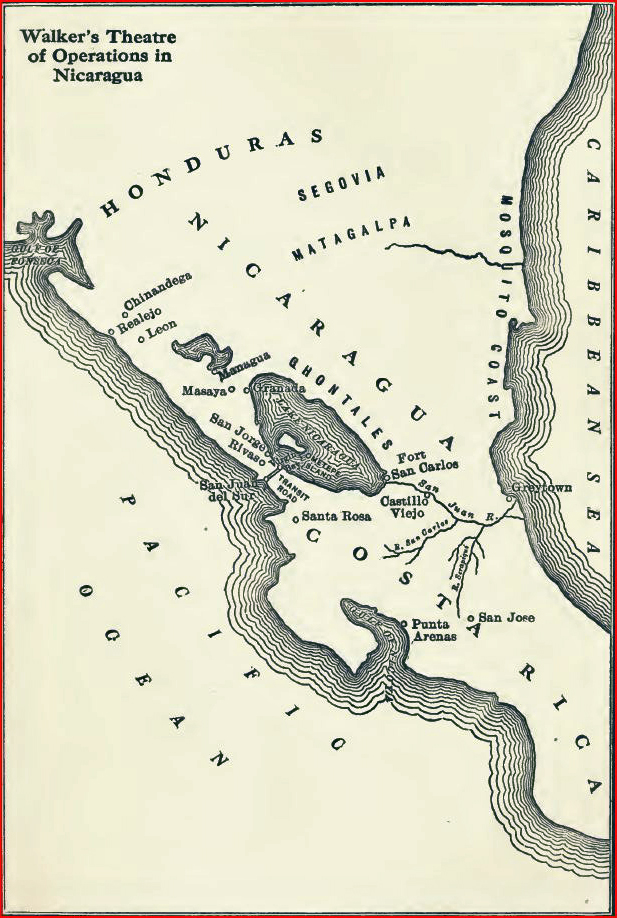
Карта ТВД

С согласия Кастельона Уокер атаковал войска консерваторов в городе Ривас. Его атака была отбита, однако отряд Уокера не понёс серьёзных потерь. 4 сентября, во время боёв за Ла Вирген Уокер разбил легитимистскую армия, но Кастельон умер от холеры. Уокер после смерти Кастельона начал действовать более независимо. С прибытием дополнительных добровольцев из США 13 октября Уокер захватил Гранаду, центр консерваторов. Падение Гранады привело к тому, что президент Хосе Мария Эстрада отказался от своих обязанностей. Благодаря этой победе Уильям Уокер стал самой влиятельной политической фигурой в Никарагуа и ввел террор как меру по подчинению любого, кто рискнул выступить против него.
В результате соглашения Патрисио Ривас стал временным президентом, а Уокер был назначен главнокомандующим армией. Хотя Уокер заручился поддержкой либералов Никарагуа и рабовладельцев США, которые увидели возможность аннексировать Центральную Америку, он также вызвал определенное неприятие среди стран Центральной Америки и даже в Великобритании, которая не признавало его присутствия на никарагуанской территории.
Уокер напугал своих соседей разговорами о дальнейшем завоевании Центральной Америки. Американский бизнесмен Вандербильт, преследовавший свои цели, финансировал обучение отрядов коалиции государств Центральной Америки во главе с Коста-Рикой, и в то же время не давал Уокеру получать продовольствие, вооружение и новобранцев из США. Он также представил перебежчикам из армии Уокера пенсию и свободный проход обратно в США. Хуан Рафаэль Мора, президент Коста-Рики, отклонил дипломатические предложения Уокера и вместо этого объявил ему войну. Уокер послал отряд во главе с полковником Шлессингером в Коста-Рику, но его войска были разбиты в битве при Санта-Розе в марте 1856 года. В апреле 1856 года отряд, состоявший из солдат Коста-Рики и американских наемников, оплаченных Вандербильтом, проник на территорию Никарагуа и нанёс поражение отряду Уокера во время второй битвы при Ривасе. Однако костариканцы из-за эпидемии холеры 26 апреля покинули Никарагуа.
После выборов 29 июня 1856 года, прошедших с серьезными нарушениями, Уокер провозгласил себя президентом Никарагуа. Он вступил в должность 12 июля 1856 года, и вскоре начал программу американизации, объявив английский язык официальным языком и начав поощрять иммиграцию из Соединённых Штатов Америки. Его правительству не хватало денег. С целью пополнения государственной казны он конфисковал активы оппонентов и продал их на публичных торгах. Так же он вновь ввел в стране рабство, отмененное в 1824 году. Однако его противники к этому времени контролировали большую часть страны, включая территории Леона, Чинандеги и Матагальпы.
Между тем, представители правительств Гондураса, Сальвадора и Гватемалы подписали в городе Гватемале 18 июля 1856 года Союзный договор для «защиты своего суверенитета и независимости» и также признали Патрисио Риваса президентом Никарагуа. 14 сентября 1856 года никарагуанские войска Эстрады Вадо Хосе Долореса разгромили наемников Уокера в сражении при Сан-Хасинто. В конце года Уокер приказал разрушить Гранаду.
После окончания эпидемии холеры в ноябре 1856 года началась совместные боевые действия армий стран Центральной Америки против флибустьеров Уокера. Основной целью кампании был контроль над рекой Рио-Сан-Хуан. Она началась 22 ноября битвой при Сан-Хуан-дель-Сур и продолжилось битвой за Тринидад (22 декабря), расположенной в устье реки Сарапики в Рио-Сан-Хуан, а также путем захвата пароходов флибустьеров (23 декабря), сражения при Кастильо-Вьехо (16 февраля 1857 г.), при форте Сан-Карлос (февраль-март) и острове Ометепе (март-апрель), и завершилась сражениями при Сан-Хорхе (март-май) и Ривасе (апрель-май).
Войска Уокера были ослаблены эпидемией холеры и массовым дезертирством и не могли больше противостоять войскам коалиции. Уолкер обсудил с капитаном Чарльзом Генри Дэвисом, офицером военно-морских сил США и командиром стоявшего в порту Сан-Хуан-дель-Сур корабля «Сент-Мэри», условия капитуляции и 1 мая 1857 года вместе с оставшимися 300 флибустьерами вернулся на родину. Его центральноамериканские противники согласились на мирный уход флибустьеров из Никарагуа.
В результате авантюры Уокера погибло либо в бою, либо от болезней около 1000 флибустьеров. Число жертв на стороне Центральной Америки было значительно выше: в четыре или пять раз больше, чем у флибустьеров, особенно из-за холеры.